# Hämnden (1995)
Hämnden är en amerikansk film från 1995.

## Handling
Juveleraren Freddie Gale har svurit att han ska döda den rattfulle förare som dödade hans sjuåriga dotter.

## Om filmen
Filmen är inspelad i Long Beach och Los Angeles.
Den hade världspremiär på Toronto International Film Festival den 10 september 1995 och svensk premiär den 10 maj 1996, åldersgränsen är 11 år. Filmen har även visats på SVT1, SVT2 och TV3.

## Rollista (urval)
- Jack Nicholson - Freddy Gale
- David Morse - John Booth
- Anjelica Huston - Mary
- Robin Wright - JoJo
- Piper Laurie - Helen Booth
- Robbie Robertson - Roger
- John Savage - Bobby

## Musik i filmen
- Missing, skriven och framförd av Bruce Springsteen
- Room at the Top, skriven av Adam Ant, Andre Cymore och Marco Pirrone, framförd av Adam Ant
- Hopping to Health, skriven och framförd av Sophia L. Cassidy
- Any Time, Any Place, Any Where, skriven och framförd av Hadda Brooks
- King's Highway, skriven och framförd av Joe Henry
- Whatta Man, skriven av Herby Azor, Cherly James och Dave Crawford, framförd av Salt-N-Pepa
- Ubiquitous Mr. Love Groove, skriven av Lisa Gerrard och Brendan Perry, framförd av Dead Can Dance
- Born A Cowboy, skriven och framförd av David Baerwald
- Unspoken, skriven och framförd av David Baerwald
- I Want A Little Sugar in My Bowl, skriven av Nina Simone, framförd av Hadda Brooks
- Herida de Amor (Love Hurts), skriven av Boudleaux Bryant, framförd av Yndio
- Emily, skriven och framförd av Jewel
- Freddy and Mia, skriven och framförd av Kari Wuhrer